# Касичка за монети
Касичката за монети (на английски: piggy bank – „прасенце банка“, „касичка прасенце“) е контейнер за монети, който обикновено се използва от деца. Тези артикули също често се използват от компаниите за промоционални цели. Английското наименованието „касичка прасенце“ се дължи на популярната форма на прасе и това, че много компании за финансови услуги използват тази форма като лога за своите спестовни продукти.
Касичките обикновено се правят от керамика или порцелан. Обикновено са боядисани и служат като педагогическо средство, за да научат децата на пестеливост и спестовност. Парите могат лесно да се вмъкнат. Много касички имат гумена тапа, разположена от долната страна; други са изработени от винил и имат подвижен отвор за лесен достъп до монети. Някои включват електронни системи, които изчисляват депозираните пари. Някои касички нямат отвор освен слота за вмъкване на монети, което налага до разбиване на касичката с чук или по друг начин, за да се получат парите вътре.

## Произход
Най-старата находка от Запада на касичка датира от гръцката колония Приене, Мала Азия от 2 век пр. н.е. Тя се отличава с формата на миниатюрен гръцки храм с фронтална цепка. Касички с различни форми също са изкопани в Помпей и Херкулан и се появяват доста често на късно древни провинциални обекти, особено в Римска Великобритания и по река Рейн.

### Касичка с форма на прасе
Най-ранните известни контейнери за пари с форма на прасе датират от 12 век на остров Ява. Терминът явански cèlèngan (буквално „подобие на дива свиня“ (Cèlèng е „дива свиня“, с афикса „an“, използван за означаване на подобие), но в миналото означаваше и „спестявания“, и „касичка“) също е на съвременния индонезийски език. Голям брой касички с форма на глиган са открити на големия археологически обект около Троулан, село в индонезийската провинция Източна Ява и възможно място на столицата на древната империя Маджапахит.
Има редица народни етимологии по отношение на англоезичния термин „касичка прасенце“, но всъщност няма ясен произход на фразата, която датира едва от 40-те години на миналия век. Смята се, че популярността на западните касички произхожда от Германия, където прасетата са били почитани като символи на късмета. Най-старата германска касичка прасенце датира от 13-и век и е възстановена по време на строителни работи в Тюрингия. Най-ранната известна употреба на „касички прасенце“ на английски е книгата от 1903 г. „Американско момиче в Мексико“, която ги описва като мексикански сувенир. В Мексико касичките се наричат alcancía – термин, произхождащ от андалуски арабски.

## Употреба
Общата употреба на касичките е да се съхраняват насипни пари по старомоден, декоративен начин. Съвременните касички не се ограничават до подобието на прасета и могат да бъдат в различни форми, размери и цветове. Най-често се използват от храмовете и църквите, като заключени касички с тесен отвор за пускане на дарения от банкноти и монети. Кутията се отваря чрез щепсел под нея на равни интервали, когато събраните пари се броят и записват.
Касичките са обект и на колекциониране.

## Галерия
- Римска касичка с форма на ваза, 2 – 3 век[3]
- Счупена касичка в глинен съд (ок. 1250 – 1350 г.), Брюж
- Глинени гърнета, използвани в Непал като касички
- Кутия за милостиня пред църквата Långlöt в Йоланд, Швеция
- Немска касичка, 1822 г.
- Метален контейнер касичка
- Метална касичка магнит във формата на дърво
- Jin Chan – жаба с три крака